# Municipio de Annieville
El municipio de Annieville (en inglés: Annieville Township) es un municipio ubicado en el condado de Lawrence en el estado estadounidense de Arkansas. En el año 2010 tenía una población de 409 habitantes y una densidad poblacional de 11,11 personas por km².

## Geografía
El municipio de Annieville se encuentra ubicado en las coordenadas 36°8′53″N 91°14′58″O / 36.14806, -91.24944. Según la Oficina del Censo de los Estados Unidos, el municipio tiene una superficie total de 36.83 km², de la cual 36,59 km² corresponden a tierra firme y (0,63 %) 0,23 km² es agua.

## Demografía
Según el censo de 2010, había 409 personas residiendo en el municipio de Annieville. La densidad de población era de 11,11 hab./km². De los 409 habitantes, el municipio de Annieville estaba compuesto por el 98,53 % blancos, el 0,24 % eran amerindios y el 1,22 % eran de una mezcla de razas. Del total de la población el 0 % eran hispanos o latinos de cualquier raza.